# Solymárvölgy
Solymárvölgy ([ˈʃojmaːɾvølɟ]) est un quartier de Budapest, situé dans le 3e arrondissement. Entre les collines de Buda et les monts du Pilis, il tient son nom de la vallée de Solymár qui relie ici les deux massifs. 